# (8071) Simonelli
(8071) Simonelli (1981 GO) – planetoida z pasa głównego asteroid okrążająca Słońce w ciągu 3,59 lat w średniej odległości 2,34 au. Odkryta 5 kwietnia 1981 roku.